# André Watts
André Watts (Nürnberg, 1946. június 20. – 2023. július 12.) amerikai zongoraművész.

## Élete
A 20. század egyik legkiemelkedőbb zongoristája, Nürnbergben született a magyar zongoraművész, Maria Alexandra Gusmits és az afroamerikai Herman Watts, az amerikai hadsereg tiszthelyettesének gyermekeként. Fiatalkorát Európa különböző területein töltötte, leginkább ott, ahol apja éppen állomásozott.
Először hegedülni tanult, majd 8 éves korában kezdett el zongorázni, miután az Egyesült Államokba költöztek. Az anyai biztatás és a Liszt Ferencről hallott történetek segítettek abban, hogy zongoristává válhasson. Szülei később elváltak, André az anyjával élt tovább.
Philadelphiában (Pennsylvania, USA) beiratkozott a Zenei Akadémiára (University of the Arts), ahol Genia Robinor, Doris Bawden és Kelemen Petrillo voltak a tanárai. Tizenhat évesen debütált a Carnegie Hallban.

## Karrierje
1963-ban Liszt Ferenc Esz-dúr zongoraversenyét játszotta a CBS-ben, majd nem sokkal később Leonard Bernstein vezényletével lépett fel a New York-i Filharmonikusokkal. Karrierje gyorsan ívelt, és repertoárjában megtalálhatóak a legkülönbözőbb előadók (Liszt Ferenc, Scarlatti, Beethoven, Chopin stb.) művei.
Több ízben is járt Magyarországon, a Zeneakadémia nagytermében adott koncerteket. Fizikai adottságainak, valamint energikus játékstílusának köszönhetően olyan műveket is játszik, mint Liszt Ferenc h-moll szonátája.